# Azərbaycan Xüsusi Təyinatlı Qüvvələri
Le Forze speciali dell'Azerbaigian (in azero: Azərbaycan Xüsusi Təyinatlı Qüvvələri), soprannominate Yaşma, sono un'unità speciale delle Forze terrestri azere.

## Storia
L'unità è stata istituita il 30 aprile 1999 su iniziativa del Ministero della difesa azero con ufficiali e guardiamarina che avevano preso parte alla prima guerra del Nagorno Karabakh. La costituzione dell'unità fu agevolata dalle forze speciali turche e i membri delle forze speciali azere hanno preso parte a corsi di addestramento in diversi altri paesi tra cui Pakistan, Turchia e Stati Uniti d'America.
L'apporto delle forze speciali è stato particolarmente rilevante nella Seconda guerra del Nagorno Karabakh durante la quale le unità de